# Фёдоров, Павел Платонович
Фёдоров, Павел Платонович (1896, село Горекацан Забайкальской области — 22 августа 1938, полигон «Коммунарка») — известный советский партийный и государственный деятель, ученый, специалист по торфяному делу. Секретарь Иркутского губкома РКП(б) (с 1920), профессор Московской горной академии (с 1929), первый ректор Московского торфяного института (с 1930). Один из главных обвиняемых по делу «Союза марксистов-ленинцев».

## Биография
Родился в 1896 году в селе Горекацан Забайкальской области. Горный инженер, образование — незаконченное высшее. До революции был известным деятелем кооперативного движения в Сибири. С 1914 года член партии эсеров, в 1917-20 гг. — левый эсер, с 1920 года член РКП(б). Активный участник Гражданской войны в Сибири и на Дальнем Востоке: в Томске, Тайге, Иркутске. Был известен большой личной смелостью. Так, в конце декабря 1919 г. прибыл в Тайгу из Иркутска, для подготовки к планируемой силами отряда железнодорожников операции с целью отрезать отход польских бронепоездов на восток. Однако накануне сражения был арестован белогвардейцами и приговорён к расстрелу. От неминуемой смерти его спасло лишь то, что 23 декабря 1919 г. после 6-часового боя 27-я Омская дивизия выбила колчаковские войска из Тайги. После взятия Тайги возглавил органы власти в городе.
С 1920 г. П. П. Фёдоров был секретарем Иркутского губкома РКП(б), позже был на партийной и советской работе в Чите и на Дальнем Востоке.
В 1924 году переезжает в Москву, занимает ряд ответственных постов в ВСНХ. С 1929 года профессор Московской горной академии, читал курс «экономика торфа». В 1930 году — декан торфяного факультета, после разделения МГА в 1930 году на шесть самостоятельных вузов — первый директор Московского торфяного института.
В 1932 году примкнул к оппозиционному «Союзу марксистов-ленинцев», созданному бывшим кандидатом в члены ЦК и членом Президиума ВСНХ Мартемьяном Рютиным, которого знал ещё по Иркутску времен Гражданской войны. «Союз марксистов-ленинцев», куда вошли в основном большевики с дореволюционным стажем, призван был сплотить всех коммунистов, не приемлющих сталинский курс, и создать широкую партийную оппозицию. Организационное собрание, провозгласившее создание «Союза марксистов-ленинцев», состоялось 21 августа 1932 года, и П. П. Фёдоров был избран одним из пяти членов руководящего органа новой структуры — Комитета Союза марксистов-ленинцев (наряду с В. Н. Каюровым, М. С. Ивановым, П. А. Галкиным и В. И. Демидовым).
Ровно через месяц, 22 сентября 1932 года был арестован ОГПУ вместе со всеми другими членами «Союза марксистов-ленинцев». Решением Президиума ЦКК ВКП(б) от 9 октября 1932 года исключен из партии. Был приговорён к 5 годам лагерей. Постановлением судебного заседания Коллегии ОГПУ от 11 октября 1932 года заключен в Ухтомско-Печерский лагерь.
Вторично арестован по тому же делу после того, как в октябре 1936 г. новый нарком внутренних дел Н. И. Ежов отдал распоряжение о проведении доследования по делу М. Н. Рютина. Дал признательные показания:
«Получив мое согласие включиться в эту антисоветскую работу по мобилизации людей для изменения руководства партии и правительства, Рютин дал мне задание по вербовке людей в контрреволюционную организацию… Рютин зачитал свой набросок известного документа — „Обращение к членам ВКП(б)“ … Здесь же Рютин сказал мне о наличии второго документа… Собрание было открыто докладом Рютина, который изложил сущность большого документа… экономическую программу группы… как теперь совершенно ясно, программу реставрации капитализма…».
Подписан к репрессии по первой категории (расстрел) в списке «Москва-центр. Список № 1» от 20 августа 1938 на 313 чел., № 281, по представлению нач. 1-го спец. отдела НКВД И. И. Шапиро. Сопроводительная записка Н. И. Ежова: «Прошу санкции осудить всех по первой категории». Подписи: «За» — Сталин, Молотов.
Приговорен ВКВС СССР 22 августа 1938 г. по обвинению в контрреволюционной деятельности к высшей мере наказания. Расстрелян и похоронен на полигоне «Коммунарка» в тот же день.
Реабилитирован 20 октября 1956 года.